# Massacro di Jilava
Il massacro di Jilava è consistito nell'esecuzione sommaria di 64 prigionieri da parte di 20 seguaci della Guardia di Ferro  nella notte del 26 novembre 1940 presso il carcere di massima sicurezza di Bucarest-Jilava, nei pressi della capitale romena.
Tra le vittime vi furono l'ex Primo ministro Gheorghe Argeșanu, l'ex Ministro della giustizia Victor Iamandi, l'ex Ministro dell'interno Gabriel Marinescu e molti ex vertici della polizia. L'episodio causò una forte tensione tra il leader della Guardia di Ferro Horia Sima ed il conducător Ion Antonescu, contrasto che sarà aggravato sia dalla ribellione dei Legionari che dal pogrom di Bucarest tra il 21 e 23 gennaio 1941, e che terminerà con la cacciata di Sima dal potere.